# IJzeren Hans

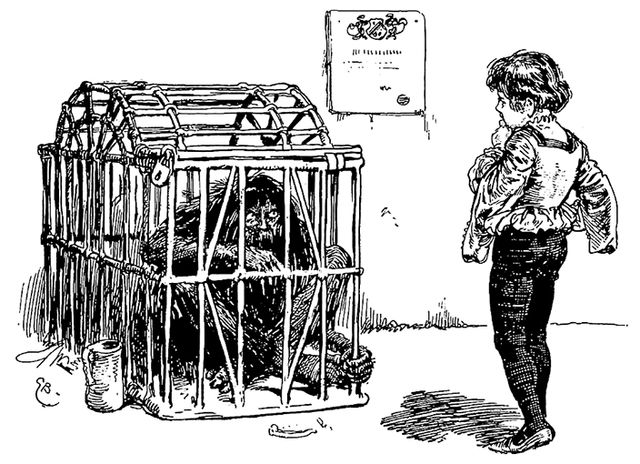
IJzeren Hans in een kooi

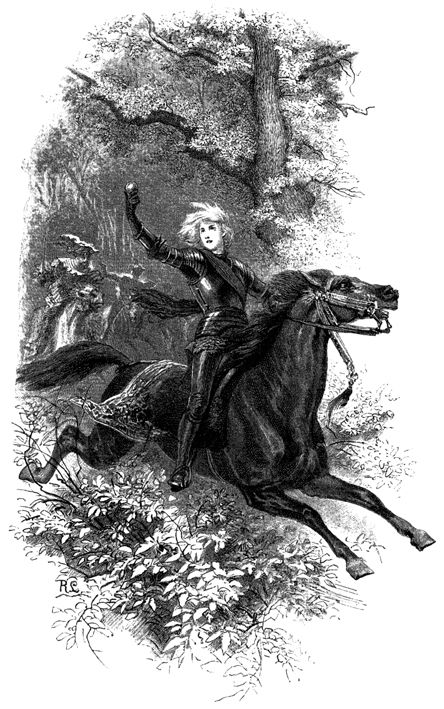
De prins als mysterieuze ridder

IJzeren Hans of IJzerhans is een sprookje uit Kinder- und Hausmärchen, de verzameling van de gebroeders Grimm, met als nummer KHM136. De oorspronkelijke naam is Der Eisenhans.
In Frankrijk is het sprookje bekend als Jean de fer en in Engeland als Iron John, als afkorting voor Johannes.

## Het verhaal
Een koning laat een jager op een ree jagen in het bos, maar de jager keert niet terug. Twee jagers volgen, en als ook zij niet terugkeren stuurt de koning al zijn jagers. Niemand keert terug en daarna is het bos doodstil, niemand durft erheen te gaan. Na jaren komt een vreemde jager en hij biedt zijn diensten aan. Hij kent geen angst en gaat met zijn hond naar het bos en ziet een naakte arm uit het water oprijzen. De hond wordt gegrepen en de jager gaat terug om drie emmers te halen. Ze scheppen de poel leeg en zien een wildeman liggen met een roestbruine huid en lange haren. Ze nemen hem mee naar het kasteel en hij komt in een ijzeren kooi, de koningin bewaart de sleutel. Het bos is weer veilig en de koningszoon van acht speelt met zijn gouden bal.
Niemand mag bij de wildeman komen, hier staat de doodstraf op. Maar de gouden bal komt in de kooi van ijzerhans terecht en de wildeman wil dat de jongen zijn deur opent. De jongen weigert en de wildeman vraagt het de volgende dag opnieuw. Op de derde dag gaat de koning op jacht en de jongen hoort van de wildeman dat zijn moeder de sleutel onder haar hoofdkussen bewaart. De wildeman ontsnapt en de jongen is bang voor straf, waarna de wildeman hem mee het bos in neemt op zijn schouders. Hij maakt een bed van mos voor de jongen en brengt hem de volgende dag bij een waterput met kristalhelder water. Er mag niks in de put vallen en de wildeman zal dit elke avond controleren.
De jongen ziet gouden vissen en gouden slangen en bewaakt de put. Hij krijgt pijn aan zijn vinger en steekt hem in het water, de vinger wordt verguld. Hij probeert het af te vegen, maar niks helpt en als IJzerhans terugkeert ziet hij dat er iets met de put is gebeurd. Hij vergeeft de jongen deze keer, maar waarschuwt opnieuw. De jongen strijkt met zijn pijnlijke vinger over zijn hoofd en er valt een haar in de put, de jongen pakt hem snel en wordt nogmaals vergeven door IJzerhans. De derde dag doet de vinger van de jongen erg pijn en hij bekijkt zijn gezicht in de waterspiegel. Hij buigt voorover en zijn haren vallen in het water en glanzen als de zon.
De jongen pakt zijn zakdoek en bindt deze om zijn hoofd, maar IJzerhans wil dat de jongen de hoofddoek afdoet en ziet wat er is gebeurd. Hij stuurt de jongen alleen de wereld in, maar de jongen mag IJzerhans wel roepen in nood. De koningszoon verlaat het bos en komt in een grote stad, maar kan geen werk vinden. Hij komt bij het kasteel en de kok neemt hem in dienst, hij moet hout en water dragen en de as opvegen. Op een dag moet hij spijzen naar de koninklijke tafel brengen en hij doet een hoedje op om zijn gouden haren te verbergen. De koning is beledigd en laat de kok roepen, die heeft medelijden met de jongen en ruilt hem met de tuinjongen.
Hans moet de planten verzorgen en werkt in weer en wind. In de warme zomer zet hij zijn hoedje af en de koningsdochter ziet zijn haren, ze wil dat hij bloemen voor haar haalt uit het bos. De tuinman ziet de jongen en vraagt waarom hij doodnormale bloemen heeft gehaald. Hij stuurt hem weg om zeldzame exemplaren te zoeken, maar de jongen antwoordt dat de wilde sterker ruiken. Als hij met de bloemen bij de koningsdochter komt, grijpt ze zijn hoedje en ze geeft hem een handvol dukaten. Hij geeft dit aan de tuinman en de volgende dag wil de koningsdochter opnieuw veldbloemen. Hij houdt zijn hoedje stevig vast en krijgt opnieuw een handvol dukaten.
Hij geeft de dukaten weer aan de tuinman als speelgoed voor zijn kinderen en de derde dag wordt hem opnieuw verzocht bloemen te halen, maar hij wil geen goud. Er komt oorlog in het land en de tuinjongen wil soldaat worden. Hij neemt een kreupel paard en gaat naar de bosrand, hij vraagt IJzerhans om een sterk dier. Er komt een stalknecht met een paard dat nauwelijks in bedwang te houden is en een grote schare soldaten met harnassen uit het bos en het driebenig paard wordt geruild. Als een stormwind raast hij over de vijand en redt de koning, hij gaat terug en ruilt zijn paard weer met het driebenig dier. De koning vertelt de koningsdochter dat een vreemde ridder de overwinning heeft behaald en zij wil weten wie dat is.
De tuinjongen wordt uitgelachen, Hinkepink keert terug op het kreupele dier. De koning laat een feest organiseren waarbij de koningsdochter een gouden appel gooien moet. Hij hoopt dat de vreemde ridder af komt op feest en de tuinjongen gaat naar het bos en wil de gouden appel vangen. IJzerhans geeft hem een rood harnas en een roodvos. De jongeman vangt de appel en gaat er snel vandoor. Op de tweede dag krijgt hij een witte schimmel en een wit harnas en vangt opnieuw als enige de appel. Hij gaat er snel vandoor en de koning wil dat hij wordt gevangen. Op de derde dag krijgt de jongeman een zwart harnas en een zwart paard en vangt de appel opnieuw. Zijn been wordt door een zwaard verwond, maar hij kan toch ontkomen. De mannen zien wel dat hij gouden haren heeft.
De koningsdochter hoort van de tuinman dat de tuinjongen drie gouden appels aan zijn kinderen heeft laten zien en ze gaat naar hem toe. Ze pakt het hoedje af en de gouden haren vallen over de schouders van de jongeman. Hij laat de appels aan de koning zien en vertelt over zijn wond. Hij vertelt dat hij ook de overwinning in de strijd heeft behaald als vreemde ridder en zijn vader is een machtige koning met veel goud. De koningsdochter kust hem en de bruiloft wordt gevierd. De ouders van de jongeman komen ook naar de bruiloft, ze zijn blij hem terug te zien. Tijdens het bruiloftsmaal openen de deuren en een grote koning treedt binnen. Hij vertelt dat hij IJzerhans, de wildeman, was en omhelst de jongen. De jongeman heeft hem verlost en hij geeft al zijn schatten aan hem.

## Achtergronden bij het verhaal
- Het sprookje komt uit de Mainstreek.
- De Grimms noemden dit het verhaal van de mannelijke Assepoester (KHM21).
- Er zijn Noordse, Deense, Italiaanse en Russische versies van het verhaal. In het Noordse Harald met de mooie haren wordt verteld dat de vader van Harald een Jote gevangen had. Harald bevrijdt deze uit de kooi als hij vijf is en wordt tien jaar lang opgevoed door de Jote. Soms is het verhaal bekend als de harige man. In veel varianten begint het verhaal met de jongen als dienaar van een duivelachtig wezen en hij krijgt daar zijn giften. In een Franse versie, Georgic en Merlijn, komt een zevenkoppige draak voor en wordt een vogel gevangen. De oudst bekende versie is het Italiaanse Guerrino en de wildeman.
- Het sprookje Schaapsvel heeft veel overeenkomsten, vergelijk ook De draak met de zeven koppen uit Turkije.
- In eerdere uitgaven was KHM6 het verhaal De wildeman, naar een verhaal uit Münsterland.
- Het verdwijnen in het bos, na de jacht op een ree komt ook voor in De twee gebroeders (KHM60) en de Ramayana.
- Het motief van de gouden haren komt ook voor in De ganzenhoedster (KHM89).
- De vergulde vinger komt ook voor in Het kind van Maria (KHM3) en Bontepels (KHM65).
- De jongen wordt Hinkepink genoemd en probeert zijn vinger schoon te poetsen. Een vinger poetsen staat voor een leugen, denk ook aan de uitdrukking iemand een poets bakken. Vingers komen vaak voor in sprookjes, zoals Kleinduimpje of Duimelijntje, zie ook vingersprookje.
- De trotse koning was veranderd in een wildeman en wordt door de jongeman bevrijd. Een mens omgetoverd als dier komt voor in bijvoorbeeld De kikkerkoning (KHM1), De twaalf broeders (KHM9), Broertje en zusje (KHM11), De drie mannetjes in het bos (KHM13), De drie veren (KHM63), De gauwdief en zijn meester (KHM93), De groente-ezel (KHM122), De ijzeren kachel (KHM127), Het lammetje en het visje (KHM141), Sneeuwwitje en Rozerood (KHM161), Het boshuis (KHM169) en De kristallen bol (KHM197).
- Appels spelen in veel verhalen een rol, denk bijvoorbeeld aan de Gouden appels van de Hesperiden of de appels der jeugd van Iðunn. Ook in Van de wachtelboom (KHM47) en Sneeuwwitje (KHM53) spelen appels een rol. Denk ook aan de appel van Eva.
- De naam Hans komt in veel sprookjes voor, zoals Hans en Grietje (KHM15), Slimme Hans (KHM32), Speelhans (KHM82), Gelukkige Hans (KHM83), Hans viert bruiloft (KHM84), Hans-mijn-egel (KHM108) en Sterke Hans (KHM166).
- Zie ook wildeman uit de heraldiek.
- Vergelijk het sprookje De wildeman uit Overijssel en De draak met de zeven koppen uit Turkije.